# Реквием каравану PQ-17
«Реквием карава́ну PQ-17» — исторический роман (с подзаголовком «документальная трагедия») советского писателя Валентина Пикуля, написанный в 1969—1973 годах. Роман посвящён трагедии одного из арктических конвоев союзников в годы Второй мировой войны. Первый вариант был опубликован в журнале «Звезда» в 1970 году.
В июне 1942 года этот караван был почти полностью уничтожен немецкими подводными лодками и авиацией. В. С. Пикуль описывает разгром каравана, трагедию экипажей потопленных судов, преступную сущность гитлеровского режима, а так же трусость и некомпетентность штаба Британского адмиралтейства и его адмирала Дадли Паунда ("Не делай этого, Дадли!"), чьё паникёрское и безответственное решение и приводит к гибели каравана. Вместе с тем автор рассказывает о мужестве и героизме советских моряков, которые до конца исполнили свой воинский долг, и моряков союзных войск. Наряду с романом английского писателя Алистера Маклина «Крейсер „Улисс“», повествующем о вымышленном караване, чья судьба напоминает PQ-17, произведение В. С. Пикуля является одним из известнейших произведений о полярных конвоях.
Роман переведён на ряд иностранных языков, в России в 2004 году по его мотивам снят телесериал «Конвой PQ-17».